# 大航海時代III Costa del Sol
『大航海時代III Costa del Sol』（だいこうかいじだい・スリー・コスタ・デル・ソル）は、1996年11月29日に日本の光栄（現コーエーテクモゲームス）から発売されたシミュレーションゲーム（同社はリコエイションゲームと呼称）。「大航海時代シリーズ」の第3作目にあたる。音楽はそれまでの菅野よう子に代わり高木庸旬が担当した。
対応機種はWindows、Macintosh。家庭用ゲーム機への移植は行われていない。また、Windows版の公式OS対応も、初回製造版はWindows 95とWindows 98のみ、廉価版シリーズの「コーエー定番シリーズ」版は、Windows 2000までのOSにそれぞれ対応している。ただしWindows XPでも互換モードを使用することで動作が可能。
登場キャラクターの多くが実在した人物であり、世界の情勢も年代に応じて変化していくなど、シリーズ中で最も史実に忠実な作品といえる。

## 時代背景
本作は、『I』の開始年代からさらに前の大航海時代の黎明期である1480年からスタートする。ゲーム開始時点ではレコンキスタが未完了で、グラナダなどイベリア半島の一部がイスラム勢力に支配されている。以後は史実の年代に沿う形で国王や領国の支配都市・植民地関係などが変化していき、新大陸発見などのイベントもプレイヤーが介入しない限りはほぼ史実どおりに進んでいく。
また、当時の政情などの理由から寄港や入国が困難な都市もあり、イスラム圏の街（プレイヤーキャラクターはキリスト教徒であるため）や鎖国政策を行っていた明、1494年のトルデシリャス条約締結後のポルトガル王国・イスパニア王国相互の都市などがある。これらは金銭による交渉や密入国に成功するか、都市を占領すると寄航や入国が可能となる。

## ゲームシステム
従来の大航海時代シリーズと同様に交易・海戦などもできるが、本作では世界中を冒険し、遺跡や財宝などの「発見物」を発見することが主な目的となっている。そのため、本作の発見物の数はシリーズ中でも突出して多い。
一応の最終目標は「世界一周航路の発見」である。ライバルに先んじて世界周航を達成することによってひとまずのエンディングを迎えることになるが、以後もゲームを続けることができる。プレイヤーキャラの「引退」が、本当のゲームの終わりである。
シリーズ中でも極めて自由度の高いシステムとなっているが、自国の領土以外ではセーブができず、難易度は高めである。

### 主人公
主人公はあらかじめ用意されている初心者向けキャラクターから選ぶか、キャラクターメイキングで作成する。主人公の国籍はポルトガル王国またはイスパニア王国から選択する。
能力値の「知力」で覚えられるスキルの上限が決まり、主人公か部下が必要なスキルを持っていれば冒険のヒントを得られる。スキルはゼロ（未修得）から３レベルまでで、同じ言語スキルを３レベルで修得していない相手とは会話もできない。

### スポンサー
初期状態では、プレイヤーは自己名義の船を持っていない。冒険をするには、スポンサーと契約し、資金・船の援助を受ける必要がある。
本作では、基本的に以下のサイクルで冒険を行う。
1. 図書館などで冒険のヒントを得る。
2. ヒントをもとにスポンサーに「プレゼン」を行う。プレゼンの可否はスポンサーの好み、プレイヤーの弁論能力などが影響する。
3. スポンサーから前金を貰い、船を借りる。自己名義の船を持っている場合、船を借りるかどうかは任意。
4. 必要に応じて、各地で情報収集を行う。
5. 発見物を発見し、証拠品を取得する。
6. スポンサーに報告し、証拠品を提出する。発見物の価値に応じて、スポンサーから受け取る報酬の額と名声上昇値が変化する。

契約無しでも発見物を発見することは可能であるが、資金・船の援助を受けられない、報告時の名声上昇値が低い、マップ上に遺跡などの場所が表示されず、酒場で情報が得られないため、発見が難しくなるといったデメリットがある。一方、スポンサーに証拠品を提出する必要がないので証拠品を私物化できるという大きなメリットもある。証拠品の中には、強力な武器防具や船首像など、非常に有用なアイテムがある。スポンサーと契約した場合でも、証拠品の贋物を渡すことで本物の証拠品を着服することができる。しかし、こちらの場合は失敗時に悪名上昇・長期投獄などのリスクを伴う。
なお、「西廻り航路（新大陸発見）」や「アフリカ南端」など、地理や航路に関する発見はスポンサーと契約しないと発見できない。

### 結婚・後継者
本作では、世界各地の酒場にいる酒場女と結婚し、プレイヤーの自宅に連れ帰ることができる。
子どもは男女それぞれ1人まで作ることができる。息子が18歳以上になると、後を継がせることもできる。

## 主な登場キャラクター
人名の表記はゲーム内の表記に準拠している。ゲームでは基本的に名前表記がスペイン語（カスティーリャ語）準拠となっているため、人物名が一般的に知られている名前と異なる表記になっている場合が多々ある。

### 歴史上の人物
史実における詳細はリンク先を参照。

#### ライバル
歴史上、大きな発見をした人々。彼らに先んじて歴史に名を刻むことが本作の目標の一つである。コルテスやアルブケルケなどの征服者は、特定の年月になると都市を攻略して自国の領地にするため、プレイヤーの国籍が彼らと同じ場合は大きな助けとなる。一方、敵国の場合は都市に入りにくくなるデメリットが増える。なお、彼らに一騎討ちを挑んで勝利すれば、やや行動を遅らせる事ができる。また、史実で死んだ年に達するとゲームに登場しなくなる（後述のアルブケルケを除く）。
バルトロメウ＝ディアス
ポルトガルの航海者。史実では、ヨーロッパ人として初めてアフリカ南端に到達した。
クリストバル＝コロン
ジェノヴァ出身の航海者。史実では、イザベル一世の援助を受けてイスパニアから出航し、ヨーロッパ人として初めて新大陸に到達した。
アメリゴ＝ヴェスプッチ
フィレンツェ出身の航海者。史実では、南米から新大陸へ数回航海し、新大陸がアジアとは別の大陸であると主張した。本作では、プレイヤーがコロンに一騎討ちを挑んで行動を遅らせた場合、代わりにヴェスプッチが新大陸の発見者になる可能性がある。
フェルナンド＝マガリャネス
ポルトガル出身の航海者。史実では、イスパニアの援助を受けて西回りで世界周航を目指したが、フィリピンで原住民に襲われて戦死した。本作でもNPCとの会話で彼の死を知る事ができる。
セバスチャン＝デ＝エルカーノ
イスパニアの航海者。史実では、マガリャネスの部下として世界周航の艦隊に同行した。マガリャネス死後に残存艦隊を率いてイスパニアに無事帰還し、世界周航を達成した。本作でエンディングを迎えるためには、彼に先んじて世界周航を達成する必要がある。
ヴァスコ＝ダ＝ガマ
ポルトガルの航海者。史実では、ヨーロッパからアフリカ南岸を経てインドへ航海した最初の人物。本作ではインドのみならず中国まで到達する。
アフォンソ＝デ＝アルブケルケ
ポルトガルの植民地征服者。本作では、インド総督に着任後はスポンサーに転身し、ポルトガル国籍のプレイヤーにとっては頼りになる存在（スポンサーになってからはゴアに在住し続けるため、他のライバルと異なり永遠に登場する）。
エルナン＝コルテス
イスパニアのコンキスタドール。史実では、アステカ王国を攻め滅ぼした。
フランシスコ＝ピサロ
イスパニアのコンキスタドール。史実では、インカ帝国を攻め滅ぼした。

#### その他
イザベル1世
史実では、コロンに援助を与えたことで知られている。本作では、ゲーム中で最高クラスの権力と資金力を持つスポンサーの一人で、好みの範囲も非常に広い。
カルロス1世
イザベル1世退位後のイスパニア国王。ゲーム中最高の資金力を誇る。史実と異なり、本作ではセビリアに常時在住している。
ジョアン2世
ゲーム開始時のポルトガル国王。史実どおり地理的好奇心が非常に高く、上記の2人と同様に資金力が極めて高い。ただし早めに退場してしまうため、会える機会はやや限られる。
マヌエル1世
幸運王。史実ではガマのインド航路発見やアルブケルケのインド統治を支援した。やはり資金力・領土欲が非常に高い。
レオナルド＝ダ＝ヴィンチ
ルネサンス期の天才として知られる人物。本作では潜水爆弾などの新兵器を開発している。ミラノ公ロドヴィゴ＝イル＝モロとの面識がある場合、ミラノにあるダ＝ヴィンチの邸宅を特定の時期に尋ねることによってそれらの新兵器を貰うことができる。ただし、後に兵器の開発が「殺人の研究」であることに気づき、兵器の開発をやめてしまう。
ニコラウス＝コペルニクス
ポーランドの天文学者。本作では、ワルシャワにある学者邸を尋ねると未発表の地動説について意見を求めてくる。彼の地動説を支持すると望遠鏡が貰える。
ミケランジェロ＝ブオナロッティ
ルネッサンス期の芸術家。本作ではサン＝ピエトロ寺院で壁画を作成している。
ヴラド＝ツェペシ
ルーマニアのワラキア公。本作ではブカレストの公爵邸に住む吸血鬼という設定。夕食を共にしたいと誘われるが、承諾するとゲームオーバーになってしまう。また、一騎討ちを挑むことは出来るが、強力な武具を持たない限り勝つことは難しく負ければやはりゲームオーバー。勝てても悪名値が50上がってしまう。
アフマド・イブン＝マージド
バスコダガマのインド到達の際に通訳兼水先案内人を務めたアラブ人航海士、優れた航海術の指南書や知識をまとめた書物を著した。ゲーム上では航海術3と共に多彩な言語とくに稀なウイグル語のスキルを持つ非常に優秀なアラブ人航海士。
ロドヴィゴ＝ヴァルテーマ
史実では、ボローニャ出身の冒険家で1500年頃旅に出る。イスラム教徒に扮してエジプトからインド方面へと陸路で渡り、その後モルッカ諸島にたどり着く。1508年にポルトガル船乗りヨーロッパに帰還、歴史的に貴重な旅行記を残した。ゲームでは多彩なヨーロッパ方面を含めた多彩な言語に加え、科学、歴史学、医学といった読書に必要なスキルを持ち、発見物コンプリートには欠かせない人材である。
ドーニャ＝マリーナ
インディオの女性。史実では、コルテスの通訳・参謀・愛妾を務め、アステカ王国征服に大きな役割を果たした。本作ではコルテスに随行しているという描写は無く、あるイベントを起こすことによって通訳としてプレイヤーの艦隊に加入する。ゲーム序盤では貴重な中南米土着語の通訳である。
ヘロニモ＝アギラール
イスパニアの修道士。史実では、マヤ族との生活の中で覚えたマヤ語の能力を買われ、ドーニャ＝マリーナとともに通訳として活動した。本作では、上記の二名は中南米土着語通訳しか使い道がない。
シャビエール＝デ＝ヤソ
仲間になる人物の中で、唯一のレベル3の中国語および東アジア土着語のスキルの持ち主。しかし登場が1524年と遅く、彼を待っているとダ＝ガマに先に中国を発見されることになる。ちなみに、仲間になるキャラクターでもっとも登場が遅いのは1528年登場のフアン＝デ＝ガエターノである。史実では、イエズス会の宣教師としてインドや日本へのキリスト教の伝道に活躍したフランシスコ・ザビエルの名で知られるが、本作では洗礼名のシャビエール＝デ＝ヤソで呼ばれる。
塚原卜伝
ジパングの剣豪。プレイヤーが特定の発見物の証拠品（赤糸威胴丸鎧）を持ち去ろうとすると、プレイヤーに一騎討ちを挑んでくる。勝つと童子斬り安綱（このゲームでの表記）が手に入る。

### 架空の人物
ラモン＝デ＝マルシアス
ポルトガルの探検家。初心者用主人公の一人。
エミリオ＝アルヴァレス
イスパニアの発掘者。初心者用主人公の一人。
ファブリス＝デ＝フェレロ
リスボン在住のポルトガル貴族。ラモンの父親とは旧知の仲であり、その縁でラモンの最初のスポンサーとなる。後に航海中に消息を絶ち、フェレロ家没落の原因となった。
レオン＝フェレロ
『I』の主人公。『II』ではポルトガルの宰相。ファブリスの息子。ファブリス失踪後、フェレロ家再興のために航海の旅に出る。本作ではNPCとして登場する。
ロッコ＝アレムケル
『I』『II』『V』に登場するフェレロ家に仕える航海士。本作では仲間になる航海士として登場する。剣術スキルと武力に秀でているため、安心して一騎討ちを任せられる。本作の開始年代が他の作品と比べて早いこともあり、前作までとはうって変わって若々しい姿で登場する。
フランシスコ＝デ＝エランツォ
セビリア在住のイスパニア貴族で、『II』に登場するミカエルとカタリーナの父。エミリオの父ペドロとは旧知の仲であり、その縁でエミリオの最初のスポンサーとなる。息子のエステバンのことを心配しているが、ある事件後に彼を放逐する。
他にも『II』の登場人物達が本作に登場するが、いずれも仲間にできない。

### その他
大航海時代に数々の「怪物伝説」が流布していたことを反映して、本作には通常の敵船団の他に敵キャラクターとして「化け物」が数種類登場している。
クラーケン
蛸状の怪物。ゲームでは大西洋北部のラブラドル海に登場する。
シーサーペント
水龍状の怪物。ゲームではインド洋に登場する。
人喰いザメ
凶暴なサメ。ゲームでは太平洋上に登場する。倒すと鮫の船首像が手に入る。
マンタ
本来はおとなしいマンタエイだが、ゲームではなぜか襲い掛かってくる。沖縄諸島近海に登場。

## バグ
バグがシリーズの他作品に比べ多く、初期ロット版には以下のようなバグがある。
- ウィンドウ外をクリックすると強制終了する
- アラブ海賊との戦闘後に高確率で強制終了する

コーエーに電話もしくは電子メールを出すと、パッチファイルの入ったフロッピーディスクを送ってくれる。パッチを適用すると上記のバグは改善されるが、一方で以下のように仕様も変更される。
- 最初からスポンサー全員と面識がある
- ライバルを襲撃しても行動を遅らせることができない

## バージョンによる相違点
初期ロット版のみ、交易品「奴隷」のヒントを得てからアフリカで奴隷売買イベントを起こすことにより、実際に奴隷貿易ができるようになる。しかし、後期バージョン及びパッチ適用バージョンでは修正が加わり、奴隷のヒントが得られなくなった。ただしパッチ適用前の状態でゲームを開始し、奴隷のヒントを得てからパッチを適用すれば、適用後にも奴隷貿易が可能である。定番シリーズでは、奴隷貿易自体が不可能になっている。